# Осин, Николай Лаврентьевич
Николай Лаврентьевич Осин — советский военный, государственный и политический деятель, генерал-лейтенант.

## Биография
Родился в 1900 году. Член КПСС с 1919 года.
С 1919 года — на военной службе, общественной и политической работе. В 1919—1960 гг. — участник Гражданской войны, на политической работе и командных должностях в Рабоче-Крестьянской Красной Армии, бригадный комиссар, комиссар 31-й кавалерийской дивизии, член Военного Совета Одесского военного округа, член Военного совета Резервной армии Южного фронта, участник Великой Отечественной войны, член Военного Совета 43-й армии, член Военного Совета Дальневосточного военного округа, член Военного Совета Закавказского военного округа.
Избирался депутатом Верховного Совета СССР 4-го созыва. Делегат XIX и XX съездов КПСС.
Умер в Москве в 1978 году.